# Wittelsheim
Wittelsheim é uma comuna francesa na região administrativa de Grande Leste, no departamento Alto Reno. Estende-se por uma área de 23,65 km². Em 2010 a comuna tinha 10 479 habitantes (densidade: 443,1 hab./km²).